# Élections régionales de 2015 dans les Marches
Les élections régionales de 2015 dans les Marches (en italien : Elezioni regionali nelle Marche) ont eu lieu le 31 mai 2015 afin d'élire le président et les conseillers de la Xe législature du conseil régional des Marches pour un mandat de cinq ans.

## Contexte
Gian Mario Spacca, président régional sortant, brigue un troisième mandat, mais cette fois-ci, avec un mouvement qu'il a fondé, Marches 2020, mouvement centriste. Cependant, le Parti démocrate ne l'appuie pas dans cette initiative, et choisit Luca Ceriscioli comme candidat. Spacca reçoit, en revanche, le soutien du Nouveau Centre-droit et de l'Union de centre (qui forment ensemble la coalition Area Popolare), et ensuite, de Forza Italia,. Les autres membres de la Coalition de centre-droit choisissent, pour leur part, le maire de Potenza Picena, Francesco Acquaroli.

## Système électoral

Région des Marches.

Les Marches sont une  région italienne à statut simple. Le conseil régional ainsi que son président sont élus simultanément au suffrage universel direct. Les 30 conseillers sont élus au scrutin proportionnel plurinominal avec listes ouvertes, vote préférentiel et seuil électoral de 5 % mais sans panachage, tandis que le président est élu au scrutin uninominal majoritaire à un tour. Ce dernier se présente obligatoirement en tant que candidat d'une liste en lice pour le conseil régional, ce qui interdit de fait les candidatures sans étiquettes. Les 30 sièges à pourvoir le sont dans cinq circonscriptions de quatre à neuf sièges chacune.
La liste du président élu peut recevoir d'emblée une prime majoritaire portant sa part des sièges au-dessus de la majorité absolue. La liste reçoit ainsi 16 sièges si elle a obtenu entre 34 et 37 % des suffrages, 17 sièges si elle a obtenu entre 37 et 40 %, et 18 sièges au delà. Les sièges restants sont ensuite repartis à la proportionnelle aux différentes listes ayant franchi le seuil électoral, et à leurs candidats en fonction des votes préférentiels qu'ils ont recueillis. Le seuil de 5 % est abaissé à 3 % pour les listes se présentant au sein d'une coalition. Par ailleurs, le président élu devient de droit membre du conseil, ce qui porte le total de conseillers à 31.

### Modalités
L'électeur vote sur un même bulletin pour un candidat à la présidence et pour la liste d'un parti. Il a la possibilité d'exprimer ce vote de plusieurs façons.
- Soit voter pour une liste, auquel cas son vote s'ajoute également à ceux pour le candidat à la présidence soutenu par la liste. Il a également la possibilité d'exprimer un vote préférentiel pour deux candidats de son choix sur la liste en écrivant leurs noms. Il ne doit dans ce cas pas écrire les noms de deux candidats de même sexe, ni un seul nom.

- Soit ne voter que pour un candidat à la présidence, auquel cas son vote n'est pas étendu à sa liste.

- Soit préciser son vote pour un candidat et pour une liste. Cette dernière doit cependant obligatoirement faire partie de celles soutenant le candidat choisi, rendant impossible le panachage[3].

### Répartition des sièges
| Provinces          | Sièges | +/- |  |
| Ancône             | 9      | 4   |  |
| Ascoli Piceno      | 4      | 2   |  |
| Fermo              | 4      | 1   |  |
| Macerata           | 6      | 2   |  |
| Pesaro et d'Urbino | 7      | 2   |  |
| Président          | 1      | 1   |  |
| Total              | 31     | 12  |  |

## Résultats
|                        |                           |            |            |                      |                                             |                                                |         |         |         |               |               |       |  |  |
| Présidence             | Présidence                | Présidence | Présidence | Présidence           | Conseil                                     | Conseil                                        | Conseil | Conseil | Conseil | Conseil       | Conseil       | Total |  |  |
| Candidats              | Candidats                 | Votes      | %          | Élus                 | Partis                                      | Partis                                         | Votes   | %       | +/-     | Sièges        | +/-           | Total |  |  |
|                        | Luca Ceriscioli (PD)      | 251 050    | 41,07      | 1                    |                                             |                                                |         |         |         |               |               |       |  |  |
|                        | Luca Ceriscioli (PD)      | 251 050    | 41,07      | 1                    | Parti démocrate (PD)                        | 186 357                                        | 35,13   | 4,01    | 15      | en stagnation |               |       |  |  |
|                        | Luca Ceriscioli (PD)      | 251 050    | 41,07      | 1                    | Unis pour les Marches (avec PSI-FdV-IdV-SC) | 26 677                                         | 5,03    | 8,52    | 2       | 4             |               |       |  |  |
|                        | Luca Ceriscioli (PD)      | 251 050    | 41,07      | 1                    | Marches populaires (UdC-CD-Demo.S)          | 18 109                                         | 3,41    | 2,40    | 1       | 2             |               |       |  |  |
| Total Centre-gauche    | Total Centre-gauche       | 251 050    | 41,07      | 1                    | 231 143                                     | 43,57                                          | 9,79    | 18      | 7       | 19            |               |       |  |  |
|                        | Giovanni Maggi            | 133 178    | 21,78      | —                    |                                             | Mouvement 5 étoiles (M5S)                      | 100 282 | 18,89   | Nv.     | 5             | 5             | 5     |  |  |
|                        | Francesco Acquaroli (FdI) | 116 048    | 18,98      | —                    |                                             |                                                |         |         |         |               |               |       |  |  |
|                        | Francesco Acquaroli (FdI) | 116 048    | 18,98      | —                    | Ligue (Lega)                                | 69 065                                         | 13,02   | 6,69    | 3       | 1             |               |       |  |  |
|                        | Francesco Acquaroli (FdI) | 116 048    | 18,98      | —                    | Frères d'Italie (FdI)                       | 34 538                                         | 6,51    | Nv.     | 1       | 1             |               |       |  |  |
| Total Droite           | Total Droite              | 116 048    | 18,98      | —                    | 103 591                                     | 19,53                                          | Nv.     | 4       | 4       | 4             |               |       |  |  |
|                        | Gian Mario Spacca (M20)   | 86 848     | 14,21      | —                    |                                             |                                                |         |         |         |               |               |       |  |  |
|                        | Gian Mario Spacca (M20)   | 86 848     | 14,21      | —                    | Forza Italia (FI)                           | 49 884                                         | 9,40    | 21,80   | 2       | 10            |               |       |  |  |
|                        | Gian Mario Spacca (M20)   | 86 848     | 14,21      | —                    | Liste commune M20-AP                        | 21 049                                         | 3,97    | Nv.     | 1       | 1             |               |       |  |  |
|                        | Gian Mario Spacca (M20)   | 86 848     | 14,21      | —                    | Démocratie chrétienne (DC)                  | 4 388                                          | 0,83    | Nv.     | —       | en stagnation |               |       |  |  |
| Total Centre-droit     | Total Centre-droit        | 86 848     | 14,21      | —                    | 75 320                                      | 14,20                                          | Nv.     | 3       | 3       | 3             |               |       |  |  |
|                        | Eduardo Menstrati         | 24 212     | 3,96       | —                    |                                             | Les autres Marches-Gauche unie (SEL-PRC-PCd'I) | 20 266  | 3,82    | Nv.     | 0             | en stagnation | 0     |  |  |
|                        |                           |            |            |                      |                                             |                                                |         |         |         |               |               |       |  |  |
| Votes valides          | Votes valides             | 611 336    | 94,64      |                      | Votes valides                               | Votes valides                                  | 530 535 | 82,13   |         |               |               |       |  |  |
| Votes blancs et nuls   | Votes blancs et nuls      | 34 605     | 5,36       | Votes blancs et nuls | Votes blancs et nuls                        | 115 406                                        | 17,87   |         |         |               |               |       |  |  |
| Total candidats        | Total candidats           | 645 941    | 100        | 1                    | Total partis                                | Total partis                                   | 645 941 | 100     | -       | 30            | 12            | 31    |  |  |
| Abstentions            | Abstentions               | 651 544    | 50,22      |                      |                                             |                                                |         |         |         |               |               |       |  |  |
| Inscrits/Participation | Inscrits/Participation    | 1 297 485  | 49,78      |                      |                                             |                                                |         |         |         |               |               |       |  |  |